# Tarcisio Merati
Tarcisio Merati, dit « Coccolone », né le 27 mai 1934 à Bonate Sopra et mort le 22 octobre 1995 à Bergame, est un artiste-peintre italien.

## Biographie
L'œuvre de Tarcisio Merati, riche de quelque 1 000 peintures, fut produite durant les trente-six dernières années de sa vie, alors qu'il était interné en hôpital psychiatrique pour schizophrénie. En 1959, il est admis une première fois en hôpital psychiatrique à Bergame pour « syndrome dissociatif », autrement dit schizophrénie. Dans les années qui suivent, il fait plusieurs séjours en hôpital psychiatrique.
Dans les années suivantes, de 1974 à 1984, les dossiers médicaux ne mentionnent aucune modification substantielle. En réalité, il a été une grande nouveauté. Dans une note clinique du 23 juillet 1983, on trouve : « assez propre, même dans le département et l'atelier, le dessin à l'abstrait ». Et ce sont les années les plus actives et probablement plus intéressant dans la production artistique de Merati. Son Blaue Reiter galope sans relâche dans la seconde moitié des années 1970.
Outre la peinture, il écrit aussi de la musique et la poésie. À la suite de la loi Basaglia, en 1983, il peut régulièrement sortir et en 1984, est libéré de l'obligation de rester indéfiniment à l'hôpital. Par conséquent, il quitte l'atelier, pour aller vivre avec sa sœur. Il cesse alors de peindre.
En 1991, il s'installe dans une maison de soins infirmiers à proximité de l'ancien hôpital psychiatrique et reprend la peinture. En 1993, est organisée sa première exposition au Teatro Sociale de Bergamo, puis, en 2006, une deuxième intitulée « Oltre la ragione (Au-delà de la raison) ». Merati est malheureusement mort quelque temps avant, le 22 octobre 1995 d'un cancer du poumon.

## Œuvres
Ses sujets de prédilection tournent autour de la nature et de la mécanique (avec un répertoire très important avec les figures de l'oiseau, des petites voitures, les avions, les turbines etc. ). On trouve beaucoup d'allusions sexuelles, que ce soit de manière explicite ou sous forme de symboles.